# Pandanus montaguei
Pandanus montaguei är en enhjärtbladig växtart som beskrevs av Harold St.John. Pandanus montaguei ingår i släktet Pandanus och familjen Pandanaceae. Inga underarter finns listade.